# Манёво
Манёво — деревня в Куньинском районе Псковской области России. Входит в состав Пухновской волости.

## География
Расположена к востоку от озера Озерон, в 40 км к югу от райцентра, пгт Кунья, и в 1 км к северо-востоку от волостного центра, деревни Пухново.

## Население
| 2001 | 2002 | 2010 |
| ---- | ---- | ---- |
| 37   | ↗41  | ↘26  |

Численность населения деревни по оценке на начало 2001 года составляла 37 жителей.